# Mare de Déu del Bon Succés de Cotlliure
La Mare de Déu del Bon Succés de Cotlliure és una capella de la vila de Cotlliure, a la comarca del Rosselló, de la Catalunya del Nord.

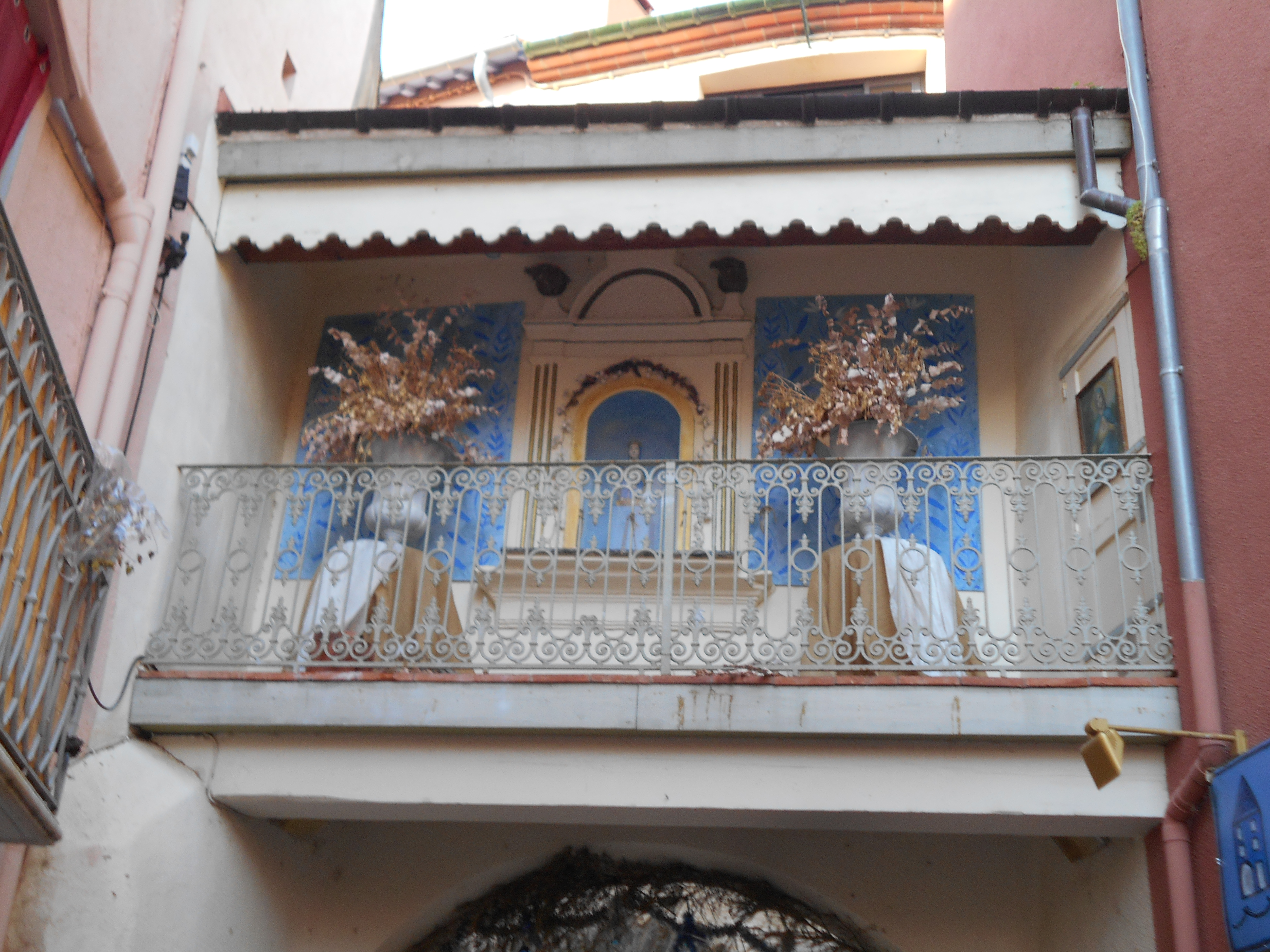
Detall de l'altar

Està situada en un balcó, en un dels portals que es conserven de les muralles medievals de la vila de Cotlliure. És al capdamunt del carrer de Sant Vicenç, on aquest carrer es troba, a través d'aquest portal, amb el de la Fraternitat.
L'altar de la capella és damunt de l'arc del portal de la muralla, mirant vila endins. El poble assistent a les celebracions que s'hi duen a terme roman al bell mig del carrer de Sant Vicenç.